# The Survivalists
The Survivalists — компьютерная игра в жанрах ролевая игра, песочница, выживание, разработанная студией Mouldy Toof Studios и изданная Team17. Представляет собой спин-офф серии The Escapists. The Survivalists вышла во всём мире для Microsoft Windows, PlayStation 4, Xbox One и iOS 9 октября 2020 года.

## Игровой процесс
Игроку необходимо искать ресурсы на острове, после чего он сможет разбить лагерь. По мере роста количества ресурсов инструменты становятся более мощными, а лагерь — более универсальным. В игре можно построить кузницу для создания новых инструментов и строительных материалов, кастрюлю для приготовления пищи и телепорт. На карте есть пещеры, хранилища и несколько храмов. После постройки плота можно приплыть на другой остров. Дикие животные, пантеры и дикие кабаны могут напасть на игрока, а племена орков периодически совершают набеги на его лагерь. В игре можно обучать обезьян, которые будут помогать охотиться, ловить рыбу, создавать инструменты, рубить деревья и копать камни и руду.
Главной целью игрока является починка корабля Галеон, для того чтобы уплыть с острова.

## Выпуск
Игра была анонсирована в декабре 2019 года во время специального мероприятия Nintendo, направленного на показ инди-проектов. Во время мероприятия был показан первый трейлер проекта. Игра вышла 9 октября 2020 года для персональных компьютеров, Nintendo Switch, PlayStation 4 и Xbox One.

## Оценки
| Сводный рейтинг    | Сводный рейтинг                                                           |
| Агрегатор          | Оценка                                                                    |
| ------------------ | ------------------------------------------------------------------------- |
| Metacritic         | PC: 69/100 Playstation 4: 76/100 XBox One: 71/100 Nintendo Switch: 70/100 |
| Иноязычные издания |                                                                           |
| Издание            | Оценка                                                                    |
| Metro              | 70/100                                                                    |
| ScreenRant         | 70/100                                                                    |
| PCGamer            | 40/100                                                                    |

Игра получила смешанные оценки. Рецензент PocketTactics написал: «The Survivalists не является отличным симулятором выживания, но у неё есть искупительное качество довольно забавного ретро-приключения, в которое можно играть с друзьями». Издание ScreenRant сказало, что у игры «большой потенциал, и у неё есть прочная основа для развития за пределами текущей итерации благодаря своему тону, художественному стилю и уникальному ощущению некоторых элементов игрового процесса». В критическом обзоре PCGamer назвали симулятор «разочарованием» и добавили, что «после The Escapists 1+2 мы с нетерпением ждали следующей игры, действие которой происходит в той же вселенной. Однако The Survivalists не может сравниться со своими предшественниками».